# Raúl Entrerríos
Raúl Entrerríos (Gijón, 1981. február 12. –) világ-és Európa-bajnok spanyol kézilabdázó. A 2016-os férfi kézilabda-Európa-bajnokságon, ahol a spanyol válogatott döntőbe jutott, a torna legjobb játékosának választották. Testvére, Alberto Entrerríos szintén kézilabdázó.

## Pályafutása

### Klubcsapatban
Raúl Entrerríos a Naranco csapatában kezdte pályafutását. 2001-ben az Ademar León játékosa lett. 2002-ben kupagyőztes lett a klubbal, 2005-ben pedig Kupagyőztesek Európa-kupáját nyert a csapat játékosaként. 2007-ben a Valladolidhoz írt alá, akikkel 2009-ben újabb Kupagyőztesek Európa-kupája-trófeát nyert.  
2010 nyarán az Entrerríos a Barcelonához szerződött. Egy évvel később bajnoki címet és Bajnokok Ligáját nyert a katalánokkal. Összesen nyolcszoros spanyol bajnok a csapattal, a 2013-14-es szezonban a spanyol Szuperkupában is elsők lettek. 2015-ben másodszor is megnyerte csapatával a Bajnokok Ligáját, a döntőben a magyar Veszprém csapatát legyőzve. Utolsó szezonjában nyerte meg harmadszor is a legrangosabb európai kupát, 2021-ben visszavonult. Visszavonulása után a Barcelona U-18-as csapatának edzője lett.

### A válogatottban
Entrerríos 2004-ben debütált a nemzeti csapatban, 269 válogatott mérkőzésén 613 gólt szerzett. 2005-ben világbajnoki, 2018-ban és 2020-ban pedig Európa-bajnoki címet szerzett a csapattal.
Pályafutásának utolsó mérkőzésén a 2021-re halasztott tokiói olimpián bronzérmet nyert.

### Csapatai
- Ademar León (2001-2007)
- BM Valladolid (2007-2010)
- FC Barcelona (2010-2021)

### Sikerei
- Spanyol bajnok(Liga ASOBAL): 2011, 2012, 2013, 2014, 2015, 2016, 2017, 2018, 2019, 2020, 2021
- Spanyol kupagyőztes(Copa del Rey) : 2002, 2014, 2015, 2016, 2017, 2018, 2019, 2020, 2021
- EHF-bajnokok ligája-győztes : 2011, 2015, 2021
- KEK(Kupagyőztesek Európa-kupája)-győztes : 2005, 2009